# Gamay, Bắc Samar

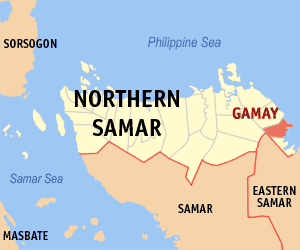
Bản đồ Northern Samar với vị trí của Gamay

Gamay is a đô thị in the tỉnh Bắc Samar, Philippines. Theo điều tra dân số năm 2000, đô thị này có dân số 21.314 người trong 4.434 hộ.

## Barangay
Gamay được chia thành 27 barangay.
| - Anito - Bangon - Bato - Bonifacio - Cabarasan - Cadac-an (Calingnan) - Cade-an - Cagamutan del Norte - Dao - G. M. Osias - Guibuangan - Henogawe - Lonoy | - Luneta - Malidong - Gamay Central (Pob.) - Gamay Occidental I (Pob.) - Gamay Oriental I (Pob.) - Rizal - San Antonio - Baybay District (Pob.) - Burabod (Pob.) - Cagamutan del Sur - Libertad (Pob.) - Occidental II (Pob.) - Oriental II (Pob.) |